# 任丘经济开发区
任丘经济开发区是中华人民共和国河北省沧州市任丘市下辖的一个类似乡级单位。

## 行政区划
下辖以下地区：
八里屯村、北五里铺村、东八村和西八村。